# Gonzalo Latorre
Gonzalo Latorre, vollständiger Name Gonzalo José Latorre Bovio, (* 26. April 1996 in Montevideo) ist ein uruguayischer Fußballspieler.

## Karriere

### Verein
Der 1,72 Meter große Offensivakteur Latorre durchlief sämtliche Jugendmannschaften des Club Atlético Peñarol. Er wechselte Ende Januar 2015 zum Erstligaaufsteiger Club Atlético Atenas. Beim Verein aus San Carlos debütierte er unter Trainer Edgardo Arias am 27. März 2015 bei der 1:4-Heimniederlage gegen die Rampla Juniors in der Primera División, als er in der 72. Spielminute für Óscar Arce eingewechselt wurde. In der Spielzeit 2014/15 lief er in insgesamt acht Erstligaspielen (kein Tor) auf. Latorre wird von Spielerberater Daniel Fonseca vertreten, der für ihn bereits vor seinem Wechsel zu Atenas einen Vorvertrag mit Cruzeiro Belo Horizonte geschlossen hatte.

### Nationalmannschaft
Latorre gehörte der U-15-Nationalmannschafts Uruguays an. Mit dieser nahm er an der U-15-Südamerikameisterschaft 2011 teil. Am 29. Mai 2012 debütierte er sodann unter Trainer Fabián Coito beim 1:1-Unentschieden im Freundschaftsspiel gegen Paraguay in der uruguayischen U-17-Auswahl. Er war Mitglied des Aufgebots bei der U-17-Südamerikameisterschaft 2013 in Argentinien, bei der Uruguay den vierten Platz belegte. Er absolvierte sieben Turnierspiele und traf zweimal ins gegnerische Tor. Auch nahm er mit der U-17 an der U-17-Weltmeisterschaft 2013 in den Vereinigten Arabischen Emiraten. Bei der WM wurde er in vier Partien eingesetzt. Ein Tor schoss er nicht. Uruguay scheiterte an Nigeria im Viertelfinale. Bisher (Stand: 13. Juni 2015) wurde er insgesamt 28-mal in der U-17 eingesetzt. Neun Länderspieltore weist die Statistik für ihn aus. Auch in die U-20 Uruguays wurde er bereits berufen. Dort kam er am 11. November 2014 beim 2:1-Sieg über die Federación Gaúcha zu einem Startelfeinsatz. In der Folgezeit lief er auch in den Länderspielen am 13. November 2014 (Federación Gaúcha), 24. November 2014 (Peru) und 30. November 2014 (Panama) auf. Ein persönlicher Torerfolg gelang ihm dabei nicht. Lediglich im Elfmeterschießen gegen Panama verwandelte er seinen Elfmeter.